# Ksar Adwafil
 (août 2019).
Si vous disposez d'ouvrages ou d'articles de référence ou si vous connaissez des sites web de qualité traitant du thème abordé ici, merci de compléter l'article en donnant les références utiles à sa vérifiabilité et en les liant à la section « Notes et références ».
Ksar Adwafil (en arabe : قصر أدوافيل) est un village fortifié dans la province de Zagora, région de Draa-Tafilalet au sud-est du Maroc .